# Komangou
Ne doit pas être confondu avec Komandougou.
Komangou est une commune rurale située dans le département de Fada N'Gourma de la province du Gourma dans la région de l'Est au Burkina Faso.

## Géographie
Komangou est situé à 15 km au Nord-Ouest de Fada N'Gourma, chef-lieu du département, de la province et capitale de la région ainsi qu'à 5 km de Komandougou et de la route nationale 18.

## Santé et éducation
Les centres de soins les plus proches de Komangou sont le centre hospitalier et les centres de santé et de promotion sociale (CSPS) de Fada N'Gourma.